# 隻腕
隻腕（せきわん）とは、一方の腕を失った身体障害の状態をいう。だいたい、一口に隻腕といっても手首のみ喪失から肩まで全てを失った状態までを大まかにさすので、特に肘関節の有無によって障害の度合いはかなり異なる。類似する言葉に「片腕」が存在するが、こちらは差別用語であると言われるため、「隻腕」か「片方の腕」などという表現が推奨される。
「隻」とは「対になっている物の片方」を数えるときに用いる助数詞である。

## 隻腕に至る原因
病気、事故など。サリドマイドなどによる副作用、のように胎児期に母親が服用した薬剤の副作用（薬害）が原因となることもある。ただ、隻腕になる原因として最も多いと考えられるのは戦争である。ネルソン提督などが戦闘中に腕を失っている。この場合、兵卒と比べ指揮官であれば、身体の欠損による能力の低下度は高くないので、その後も前線で戦い続ける例も多い。また、戦争で障害を負った兵士は国によって傷痍軍人として一定の手当てを受けることができる。
近年は、どの国でも廃止される傾向にあるが、身体刑として四肢の切断がなされる場合もある。イスラム圏では、窃盗犯人に対し二度と盗みができなくするように手首から先を切断する刑が現在でも行われている。

## 傷害の程度
一口に隻腕といっても、肩離断、上腕切断、肘離断、前腕切断などの形態があり、肩に近づけばそれだけ行動は制限される。たとえば、前腕切断なら鞄を腕に引っ掛けて持つことは可能だし、書き物をする際にも肘で紙を押さえることが可能である。これが、上腕切断になれば鞄を腕に引っ掛けることも、書き物の時に紙を押さえることもできなくなるし、肩離断や肩甲胸郭離断になってしまうと腕の機能は殆ど失われてしまう。そのため、健康な時はフォークリフトの運転・あるいは力仕事をしていた労働者は事務職ないし車の誘導といった仕事に回されることもある。
また、腕を失った場合、存在しないはずの腕の存在を感じる幻肢といった症状を訴える者もいる。場合によっては、幻肢痛といった痛みを伴うことすらあるが、原因は不明である。もっとも、幻肢がある場合、この感覚を利用して義肢の装着からリハビリを行うといった方法もあり、幻肢がある場合とない場合ではその後の経過が全く違うとも言われる。
傷害の回復には義肢が使われることがある。かなりの高性能を誇る筋電義手などがあるが、価格が高価であり一般向けではない。また、二本なければ歩行できない足と違って、腕はもう片方で代用できる場合が多いことに加え、義足の場合は重さを地面で支えることができるのに対し、義手はその重さを自身で支えなければならないため負担が大きく、性能よりむしろ外観の回復と、軽量さを追求されることが多い。

## 社会での活動
片腕がない、というのは社会活動を送る上で相当なハンディとなり、労働能力は大幅に減退する。そのため、障害年金の対象となり、一定の要件を満たせば隻腕の者は一定の給付を受けることが可能。具体的に、国民年金法に基づく障害基礎年金であれば、左右どちらかの腕を欠損る者は2級にあたり、年間792,100円の支給を受けることができる。障害厚生年金や、子の加算については障害厚生年金などを参照のこと。
また、健常者と比較すればスポーツなどにおいて能力を発揮することは困難であるため、スポーツに参加するとしても障害者のみを対象としたパラリンピックなどが活躍の場となる。だが、まれに隻腕と言うハンディを克服し、健常者以上の活躍する者も存在し、このような者は同じ障害を抱える人間を勇気付ける存在となっている。例えば、ピート・グレイは隻腕ながら1944年にはマイナーリーグのサザン・アソシエーション（en）で最優秀選手賞を受賞した。第二次世界大戦で多くのメジャーリーガーが兵役についたこともあり、1945年にはメジャーリーグ入りを果たした。また、同じくメジャーリーガーのジム・アボットは投手として、1993年にノーヒットノーランを達成している。

## 神話・伝承
時代、地域によっては「身体障害者には不思議な力が宿る」とされたこともあり、隻眼の神などがいるが、四肢の欠損した神などが登場することはあまり多くない。しかし、腕の喪失は何らかの力の喪失として語られることがある。腕とともに力を失った例として、北欧神話のテュールがいる。伝承によれば、神々の間ではテュールの右手に懸けて約束をする習慣があったというが、彼の右腕喪失とともに約束を守るという拘束力が弱まったというのである。また、ケルト人の社会において肉体の欠損したものは王にはなれないということで、ヌァザが腕とともに王位を失っている。現実問題、弓など両手が揃っていることが前提で作られている道具の使用ができなくなるし、紐を結ぶような日常的な動作にすら支障をきたす事から、能力の喪失という点は無視できない。また、ヌァザ・テュールはともに右手を失っているが、多くの人にとっての利き手である右手を失う不利益はかなり大きい。

## 映像作品
「隻腕」というのは他の身体的特徴、たとえば「背が高い」だの「金髪」であるだのと比較して非常に視覚的効果が高く、映像作品では個性の一つとして取り上げられることも珍しくない。たとえば、金庸の武侠小説・『神鵰剣侠』の主人公・楊過は隻腕ではあるが武術の達人という設定。作中では、写真のない時代にもかかわらず、初対面の人物でも特に名乗る必要も無く外見的特徴のみで容易にキャラクタを認識できる。この楊過の影響で、一時期の王羽などは、『片腕必殺剣』、『片腕カンフー対空とぶギロチン』などでたびたび隻腕の主人公を演じている 。また、隻腕の人物が派手に動く際、片袖が派手にひるがえるシーン、また片袖が風にたなびくシーンなども聴衆に印象を与えるものである。丹下左膳などはもともと脇役だったが、印象的な挿絵の効果もあって、主役に登り詰めている。
以前の映像作品では懐に片腕を突っ込んで隠すスタイルが多く、健常者であれば、基本的に上着などを着ていなければ演じることはできなかったし、それでもシーンによっては胸元の膨らみから片腕を隠しているのが明らかな場合もあった。かようにして隻腕の人物を演じる際、王羽によれば、ロングショットのときは腕を前にして縛り、アップの時は腕を隠すため手を後ろに縛る必要があるが、後ろに縛る場合はバランスが取れなくて走りにくい、と告白している
昨今はコンピュータグラフィックスの発達により、隻腕の人物について上半身裸の映像も撮影が可能になっており、2006年のテレビドラマ『神鵰侠侶』などでは上半身裸で剣を振り回す人物の姿も見られた。
2015年に公開されたアメリカ映画「マッドマックス 怒りのデス・ロード」では、アカデミー賞受賞経験を持つ名女優シャーリーズ・セロンが隻腕の女戦士・フュリオサを演じ、強烈な印象を残した。

## 有名な隻腕の人物

### 実在した隻腕の人物
- 慧可（487年 - 593年） - 中国禅宗の二祖。
- ゲッツ・フォン・ベルリヒンゲン（1480年 - 1562年） - 中世ドイツの騎士。鉄の義手をしていたことから「鉄腕ゲッツ」と呼ばれた。
- ホレーショ・ネルソン（1758年 - 1805年） - イギリスの軍人。ネルソン提督として知られる。隻眼でもあった。
- ジャン・ダンジュー（1828年 - 1863年） - フランスの軍人。カマロンの戦いで壮絶な戦死を遂げた際に使用していた義手が現在も保管されている。
- 伊庭八郎（1844年 - 1869年） - 幕末に活躍した剣客。
- 和宮親子内親王（1846年 - 1877年） - 徳川家茂の正室。肖像画などから、左の手首から先が欠損していたとの説がある。
- パウル・ウィトゲンシュタイン（1887年 - 1961年） - ピアニスト。右手を失った後も、左手のみで活動した。
- マックス・アマン（1891年11月24日 - 1957年3月10日） - 軍人。狩猟中に銃が暴発して左腕を失う。肖像写真では右側から撮影し左腕の欠損が見えないようにしている。
- エクトル・カストロ（1904年 - 1960年） - ウルグアイ出身のサッカー選手。
- クラウス・フォン・シュタウフェンベルク（1907年 - 1944年） - ドイツの軍人、貴族。北アフリカ戦線での戦傷で右手首を切断。ヒトラー暗殺とクーデターを企てたが失敗したことで知られる。
- ピート・グレイ（1915年 - 2002年） - 野球選手（外野手）。1944年にサザン・アソシエーションで最優秀選手賞を受賞、1945年にはメジャーリーグでプレーした。「片腕の奇跡」（One-Armed Wonder）と評された。
- 西村進一（1919年 - 2006年） - 元プロ野球選手。戦地で右手首を失って選手生命を絶たれた後は、学生野球・社会人野球の指導者として活躍した。
- ダニエル・イノウエ（1924年 - 2012年） - アメリカ合衆国上院仮議長。
- アーチー・スコット＝ブラウン（1927年 - 1958年） - レーシングドライバー。生まれつき右手がなく、右足にも障害があった。
- 松山俊太郎（1930年 - 2014年） - 日本のインド学者、幻想文学研究家。
- 水木しげる（1922年 - 2015年） - 日本の漫画家。

### 実在する隻腕の人物
- 米子昭男（1948年 - ） - ヨットマン。大西洋・太平洋の横断などを達成。1997年には植村直己冒険賞受賞。なお、日本では隻腕の人間は小型船舶の免許を取ることはできないため、大西洋・太平洋横断の際には出航に免許が不要なフランスから出航している。
- ジム・アボット（1967年 - ） - 野球選手（投手）。先天性右手欠損という障害をもちながらメジャーリーグで活躍した。
- 佐野慈紀（1968年 - ） - 野球選手（投手）。引退後に糖尿病の悪化により、右腕を切断。
- 布施美樹（1974年 - ） - 高校教諭。高校時代には相撲でインターハイにも出場している。
- ナタリア・パルティカ（1989年 - ） - 卓球選手。北京オリンピックなどに出場している。
- ベサニー・ハミルトン（1990年 - ） - アメリカの女性プロサーファー。

### 神話・伝説の隻腕の人物
- テュール（北欧神話、戦の神）
- ヌァザ（ケルト神話、ダーナ神族の王）
- ベディヴィア(アーサー王伝説、円卓の騎士の１人)